# Liste der FFH-Gebiete in Aragonien

Flagge von Aragonien

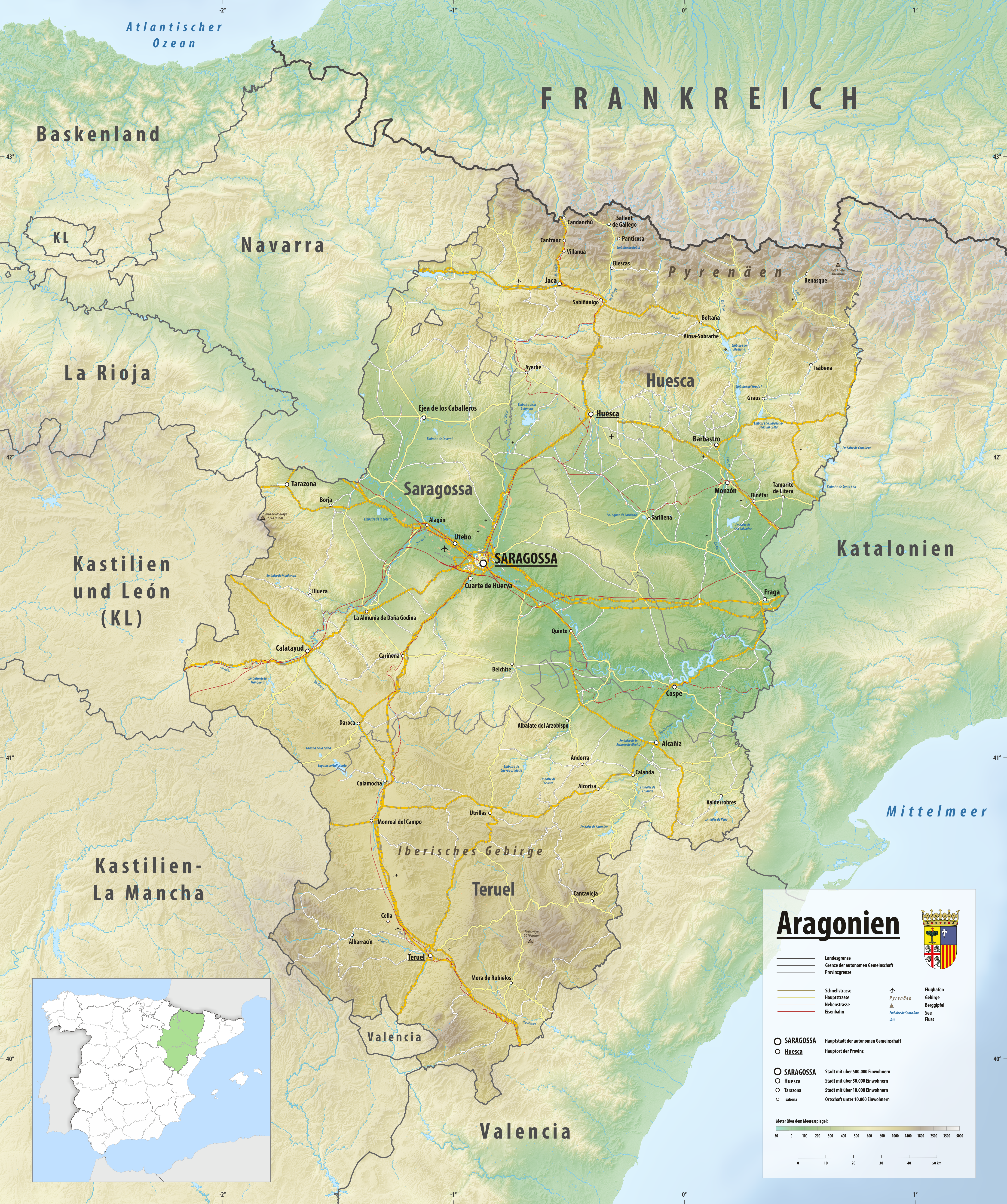
Karte von Aragonien

Diese sortierbare Liste führt die Fauna-Flora-Habitat-Gebiete in der zu Spanien gehörenden autonomen Gemeinschaft Aragonien. Die Gebiete gehören zum europäischen Schutzgebietsnetz Natura 2000.

## Hinweise zu den Angaben in der Tabelle
- Gebietsname: Amtliche Bezeichnung des Schutzgebiets
- Bild/Commons: Bild und Link zu weiteren Bildern aus dem Schutzgebiet
- WDPA-ID: Link zum Schutzgebiet in der World Database on Protected Areas
- EEA-ID: Link zum Schutzgebiet in der Datenbank der European Environment Agency (EEA)
- Lage: Geografischer Standort
- Fläche: Gesamtfläche des Schutzgebiets in Hektar
- Bemerkungen: Besonderheiten und Anmerkungen

Bis auf die Spalte Lage sind alle Spalten sortierbar.

## Tabelle
| Gebietsname                                                       | Bild/Commons | WDPA-ID | EEA-ID    | Lage | Fläche ha | Bemerkungen |
| ----------------------------------------------------------------- | ------------ | ------- | --------- | ---- | --------- | ----------- |
| Ordesa y Monte Perdido                                            |              |         | ES0000016 | ⊙    | 15.797,3  |             |
| Posets - Maladeta                                                 |              |         | ES0000149 | ⊙    | 34.433,6  |             |
| Los Valles - Sur                                                  |              |         | ES2410001 | ⊙    | 22.913,3  |             |
| Pico y Turberas del Anayet                                        |              |         | ES2410002 | ⊙    | 408,3     |             |
| Los Valles                                                        |              |         | ES2410003 | ⊙    | 27.066,2  |             |
| San Juan de la Peña                                               |              |         | ES2410004 | ⊙    | 1.670,0   |             |
| Guara Norte                                                       |              |         | ES2410005 | ⊙    | 12.763,0  |             |
| Bujaruelo - Garganta de los Navarros                              |              |         | ES2410006 | ⊙    | 9.775,0   |             |
| Garganta de Obarra                                                |              |         | ES2410008 | ⊙    | 735,7     |             |
| Congosto de Ventamillo                                            |              |         | ES2410009 | ⊙    | 247,0     |             |
| Monte Pacino                                                      |              |         | ES2410010 | ⊙    | 509,8     |             |
| Cabecera del Río Aguas Limpias                                    |              |         | ES2410011 | ⊙    | 3.045,6   |             |
| Foz de Biniés                                                     |              |         | ES2410012 | ⊙    | 166,6     |             |
| Macizo de Cotiella                                                |              |         | ES2410013 | ⊙    | 8.275,5   |             |
| Garcipollera - Selva de Villanúa                                  |              |         | ES2410014 | ⊙    | 3.898,9   |             |
| Monte Peiró - Arguís                                              |              |         | ES2410015 | ⊙    | 1.549,2   |             |
| Santa María de Ascaso                                             |              |         | ES2410016 | ⊙    | 191,3     |             |
| Río Aragón (Jaca)                                                 |              |         | ES2410017 | ⊙    | 59,9      |             |
| Río Gállego (Ribera de Biescas)                                   |              |         | ES2410018 | ⊙    | 250,2     |             |
| Río Cinca (Valle de Pineta)                                       |              |         | ES2410019 | ⊙    | 117,8     |             |
| Curso Alto del Río Aragón                                         |              |         | ES2410021 | ⊙    | 146,0     |             |
| Cuevas de Villanúa                                                |              |         | ES2410022 | ⊙    | 0,1       |             |
| Collarada y Canal de Ip                                           |              |         | ES2410023 | ⊙    | 4.027,1   |             |
| Telera - Acumuer                                                  |              |         | ES2410024 | ⊙    | 5.552,8   |             |
| Sierra y Cañones de Guara                                         |              |         | ES2410025 | ⊙    | 34.662,6  |             |
| Congosto de Sopeira                                               |              |         | ES2410026 | ⊙    | 270,4     |             |
| Río Aurín                                                         |              |         | ES2410027 | ⊙    | 91,1      |             |
| Tendeñera                                                         |              |         | ES2410029 | ⊙    | 12.814,7  |             |
| Serreta Negra                                                     |              |         | ES2410030 | ⊙    | 14.062,6  |             |
| Foz de Escarrilla - Cucuraza                                      |              |         | ES2410031 | ⊙    | 1.609,9   |             |
| Puertos de Panticosa, Bramatuero y Brazatos                       |              |         | ES2410040 | ⊙    | 3.021,6   |             |
| Sierra de Mongay                                                  |              |         | ES2410042 | ⊙    | 3.193,3   |             |
| Puerto de Otal - Cotefablo                                        |              |         | ES2410044 | ⊙    | 1.963,9   |             |
| Sobrepuerto                                                       |              |         | ES2410045 | ⊙    | 3.468,9   |             |
| Río Ésera                                                         |              |         | ES2410046 | ⊙    | 1.758,5   |             |
| Río Ara                                                           |              |         | ES2410048 | ⊙    | 2.019,0   |             |
| Río Isábena                                                       |              |         | ES2410049 | ⊙    | 1.992,7   |             |
| Cuenca del Río Yesa                                               |              |         | ES2410050 | ⊙    | 5.599,8   |             |
| Cuenca del Río Airés                                              |              |         | ES2410051 | ⊙    | 3.742,0   |             |
| Alto Valle del Cinca                                              |              |         | ES2410052 | ⊙    | 14.590,6  |             |
| Chistau                                                           |              |         | ES2410053 | ⊙    | 10.678,7  |             |
| Sierra Ferrera                                                    |              |         | ES2410054 | ⊙    | 8.023,2   |             |
| Sierra de Arro                                                    |              |         | ES2410055 | ⊙    | 1.459,9   |             |
| Sierra de Chía - Congosto de Seira                                |              |         | ES2410056 | ⊙    | 8.666,9   |             |
| Sierras de Los Valles, Aísa y Borau                               |              |         | ES2410057 | ⊙    | 10.769,3  |             |
| Río Veral                                                         |              |         | ES2410058 | ⊙    | 280,2     |             |
| El Turbón                                                         |              |         | ES2410059 | ⊙    | 2.822,0   |             |
| Río Aragón - Canal de Berdún                                      |              |         | ES2410060 | ⊙    | 981,8     |             |
| Sierras de San Juan de La Peña y Peña Oroel                       |              |         | ES2410061 | ⊙    | 18.186,1  |             |
| Río Gas                                                           |              |         | ES2410062 | ⊙    | 42,8      |             |
| Sierras de Santo Domingo y Caballera                              |              |         | ES2410064 | ⊙    | 30.875,1  |             |
| La Guarguera                                                      |              |         | ES2410067 | ⊙    | 516,6     |             |
| Silves                                                            |              |         | ES2410068 | ⊙    | 2.150,5   |             |
| Sierra de Esdolomada y Morrones de Güel                           |              |         | ES2410069 | ⊙    | 5.414,0   |             |
| Sierra del Castillo de Laguarres                                  |              |         | ES2410070 | ⊙    | 3.687,1   |             |
| Congosto de Olvena                                                |              |         | ES2410071 | ⊙    | 1.882,8   |             |
| Lagunas de Estaña                                                 |              |         | ES2410072 | ⊙    | 505,9     |             |
| Ríos Cinca y Alcanadre                                            |              |         | ES2410073 | ⊙    | 6.208,0   |             |
| Yesos de Barbastro                                                |              |         | ES2410074 | ⊙    | 13.771,1  |             |
| Basal de Ballobar y Balsalet de Don Juan                          |              |         | ES2410075 | ⊙    | 228,6     |             |
| Sierras de Alcubierre y Sigena                                    |              |         | ES2410076 | ⊙    | 47.049,6  |             |
| Liberola - Serreta Negra                                          |              |         | ES2410084 | ⊙    | 4.918,5   |             |
| Cueva de Los Moros                                                |              |         | ES2410150 | ⊙    | 0,1       |             |
| Turberas del Macizo de Los Infiernos                              |              |         | ES2410154 | ⊙    | 50,3      |             |
| Turberas de Acumuer                                               |              |         | ES2410155 | ⊙    | 13,3      |             |
| Sabinares del Puerto de Escandón                                  |              |         | ES2420030 | ⊙    | 11.605,6  |             |
| Puertos de Beceite                                                |              |         | ES2420036 | ⊙    | 4.664,5   |             |
| Sierra de Javalambre                                              |              |         | ES2420037 | ⊙    | 11.569,0  |             |
| Castelfrío - Mas de Tarín                                         |              |         | ES2420038 | ⊙    | 2.206,4   |             |
| Rodeno de Albarracín                                              |              |         | ES2420039 | ⊙    | 3.235,9   |             |
| Barranco de Valdemesón - Azaila                                   |              |         | ES2420092 | ⊙    | 617,5     |             |
| Salada de Azaila                                                  |              |         | ES2420093 | ⊙    | 56,5      |             |
| Sierra de Vizcuerno                                               |              |         | ES2420099 | ⊙    | 2.541,1   |             |
| Montes de La Cuenca de Gallocanta                                 |              |         | ES2420111 | ⊙    | 5.328,0   |             |
| Las Planetas - Claverías                                          |              |         | ES2420112 | ⊙    | 2.724,5   |             |
| Parque Cultural del Río Martín                                    |              |         | ES2420113 | ⊙    | 25.389,3  |             |
| Saladas de Alcañiz                                                |              |         | ES2420114 | ⊙    | 650,8     |             |
| Salada de Calanda                                                 |              |         | ES2420115 | ⊙    | 32,9      |             |
| Río Mezquín y Oscuros                                             |              |         | ES2420116 | ⊙    | 453,6     |             |
| Río Bergantes                                                     |              |         | ES2420117 | ⊙    | 241,1     |             |
| Río Algars                                                        |              |         | ES2420118 | ⊙    | 472,4     |             |
| Els Ports de Beseit                                               |              |         | ES2420119 | ⊙    | 10.159,2  |             |
| Sierra de Fonfría                                                 |              |         | ES2420120 | ⊙    | 11.338,7  |             |
| Yesos de Barrachina y Cutanda                                     |              |         | ES2420121 | ⊙    | 1.534,7   |             |
| Sabinar de El Villarejo                                           |              |         | ES2420122 | ⊙    | 1.500,3   |             |
| Sierra Palomera                                                   |              |         | ES2420123 | ⊙    | 4.409,5   |             |
| Muelas y Estrechos del Río Guadalope                              |              |         | ES2420124 | ⊙    | 19.175,4  |             |
| Rambla de Las Truchas                                             |              |         | ES2420125 | ⊙    | 2.397,5   |             |
| Maestrazgo y Sierra de Gúdar                                      |              |         | ES2420126 | ⊙    | 81.048,5  |             |
| Estrechos del Río Mijares                                         |              |         | ES2420128 | ⊙    | 1.255,3   |             |
| Sierra de Javalambre Ii                                           |              |         | ES2420129 | ⊙    | 53.259,1  |             |
| Los Yesares y Laguna de Tortajada                                 |              |         | ES2420131 | ⊙    | 2.772,3   |             |
| Altos de Marimezquita, Los Pinarejos y Muela de Cascante          |              |         | ES2420132 | ⊙    | 3.272,4   |             |
| Loma de Centellas                                                 |              |         | ES2420133 | ⊙    | 917,5     |             |
| Sabinar de San Blas                                               |              |         | ES2420134 | ⊙    | 5.029,3   |             |
| Cuenca del Ebrón                                                  |              |         | ES2420135 | ⊙    | 21.837,1  |             |
| Sabinares de Saldón y Valdecuenca                                 |              |         | ES2420136 | ⊙    | 9.217,6   |             |
| Los Cuadrejones - Dehesa del Saladar                              |              |         | ES2420137 | ⊙    | 54,8      |             |
| Valdecabriel - Las Tejeras                                        |              |         | ES2420138 | ⊙    | 11.846,4  |             |
| Alto Tajo y Muela de San Juan                                     |              |         | ES2420139 | ⊙    | 6.887,9   |             |
| Estrechos del Guadalaviar                                         |              |         | ES2420140 | ⊙    | 2.246,6   |             |
| Tremedales de Orihuela                                            |              |         | ES2420141 | ⊙    | 12.854,9  |             |
| Sabinar de Monterde de Albarracín                                 |              |         | ES2420142 | ⊙    | 14.018,8  |             |
| Cueva de Baticambras                                              |              |         | ES2420145 | ⊙    | 0,5       |             |
| Cueva de La Solana                                                |              |         | ES2420146 | ⊙    | 0,1       |             |
| Cueva de La Humera                                                |              |         | ES2420147 | ⊙    | 1,0       |             |
| Cueva del Recuenco                                                |              |         | ES2420148 | ⊙    | 0,1       |             |
| Sima del Polo                                                     |              |         | ES2420149 | ⊙    | 0,1       |             |
| Foz de Salvatierra                                                |              |         | ES2430007 | ⊙    | 530,7     |             |
| Moncayo                                                           |              |         | ES2430028 | ⊙    | 9.937,1   |             |
| El Planerón                                                       |              |         | ES2430032 | ⊙    | 1.139,1   |             |
| Efesa de La Villa                                                 |              |         | ES2430033 | ⊙    | 1.270,2   |             |
| Puerto de Codos - Encinacorba                                     |              |         | ES2430034 | ⊙    | 1.239,4   |             |
| Sierra de Santa Cruz - Puerto de Used                             |              |         | ES2430035 | ⊙    | 636,7     |             |
| Complejo Lagunar de La Salada de Chiprana                         |              |         | ES2430041 | ⊙    | 154,8     |             |
| Laguna de Gallocanta                                              |              |         | ES2430043 | ⊙    | 2.813,5   |             |
| Sierras de Leyre y Orba                                           |              |         | ES2430047 | ⊙    | 6.908,7   |             |
| Río Onsella                                                       |              |         | ES2430063 | ⊙    | 442,8     |             |
| Río Arba de Luesia                                                |              |         | ES2430065 | ⊙    | 328,7     |             |
| Río Arba de Biel                                                  |              |         | ES2430066 | ⊙    | 583,8     |             |
| Bajo Gállego                                                      |              |         | ES2430077 | ⊙    | 1.309,1   |             |
| Montes de Zuera                                                   |              |         | ES2430078 | ⊙    | 17.273,4  |             |
| Loma Negra                                                        |              |         | ES2430079 | ⊙    | 7.015,3   |             |
| El Castellar                                                      |              |         | ES2430080 | ⊙    | 12.957,7  |             |
| Sotos y Mejanas del Ebro                                          |              |         | ES2430081 | ⊙    | 1.842,7   |             |
| Monegros                                                          |              |         | ES2430082 | ⊙    | 35.670,5  |             |
| Montes de Alfajarín - Saso de Osera                               |              |         | ES2430083 | ⊙    | 11.693,2  |             |
| Laguna de Plantados y Laguna de Agón                              |              |         | ES2430085 | ⊙    | 54,1      |             |
| Monte Alto y Siete Cabezos                                        |              |         | ES2430086 | ⊙    | 3.728,6   |             |
| Maderuela                                                         |              |         | ES2430087 | ⊙    | 690,9     |             |
| Barranco de Valdeplata                                            |              |         | ES2430088 | ⊙    | 1.030,4   |             |
| Sierra de Nava Alta - Puerto de La Chabola                        |              |         | ES2430089 | ⊙    | 9.904,9   |             |
| Dehesa de Rueda y Montolar                                        |              |         | ES2430090 | ⊙    | 3.944,9   |             |
| Planas y Estepas de La Margen Derecha del Ebro                    |              |         | ES2430091 | ⊙    | 43.146,7  |             |
| Meandros del Ebro                                                 |              |         | ES2430094 | ⊙    | 1.106,5   |             |
| Bajo Martín                                                       |              |         | ES2430095 | ⊙    | 267,6     |             |
| Río Guadalope, Val de Fabara y Val de Pilas                       |              |         | ES2430096 | ⊙    | 5.643,4   |             |
| Río Matarranya                                                    |              |         | ES2430097 | ⊙    | 1.991,0   |             |
| Cueva Honda                                                       |              |         | ES2430098 | ⊙    | 1,0       |             |
| Hoces del Jalón                                                   |              |         | ES2430100 | ⊙    | 5.199,4   |             |
| Muelas del Jiloca: El Campo y La Torreta                          |              |         | ES2430101 | ⊙    | 9.431,1   |             |
| Sierra Vicort                                                     |              |         | ES2430102 | ⊙    | 10.409,6  |             |
| Sierras de Algairén                                               |              |         | ES2430103 | ⊙    | 4.214,3   |             |
| Riberas del Jalón (Bubierca - Ateca)                              |              |         | ES2430104 | ⊙    | 174,3     |             |
| Hoces del Río Mesa                                                |              |         | ES2430105 | ⊙    | 5.299,5   |             |
| Los Romerales - Cerropozuelo                                      |              |         | ES2430106 | ⊙    | 7.899,4   |             |
| Sierras de Pardos y Santa Cruz                                    |              |         | ES2430107 | ⊙    | 5.671,6   |             |
| Balsa Grande y Balsa Pequeña                                      |              |         | ES2430108 | ⊙    | 16,2      |             |
| Hoces de Torralba - Río Piedra                                    |              |         | ES2430109 | ⊙    | 3.036,6   |             |
| Alto Huerva - Sierra de Herrera                                   |              |         | ES2430110 | ⊙    | 22.192,4  |             |
| Sima del Árbol                                                    |              |         | ES2430127 | ⊙    | 0,1       |             |
| Cueva del Mármol                                                  |              |         | ES2430143 | ⊙    | 0,1       |             |
| Cueva del Sudor                                                   |              |         | ES2430144 | ⊙    | 0,0       |             |
| Cueva del Muerto                                                  |              |         | ES2430151 | ⊙    | 0,1       |             |
| Galachos de La Alfranca de Pastriz, La Cartuja y El Burgo de Ebro |              |         | ES2430152 | ⊙    | 804,8     |             |
| La Lomaza de Belchite                                             |              |         | ES2430153 | ⊙    | 1.192,9   |             |